# Río Sabaya
Río Sabaya är ett vattendrag i Bolivia.   Det ligger i departementet Oruro, i den sydvästra delen av landet, 300 km väster om huvudstaden Sucre.
Omgivningen kring Río Sabaya är ofruktbar med lite eller ingen växtlighet. Området är nästan obefolkat, med mindre än två invånare per kvadratkilometer.